# Шабля (гурт)
Гурт «Шабля» був заснований фронтменом, автором музики та текстів Вовою Гейзером восени 2013 року в Києві.
Різнобарвна драйвова музика та тексти поєднують у собі різні стилі, викликають потужні емоції, надихають та надають віри в перемогу. Справжнім скарбом гурту вважають легендарну пісню «Браття Українці», написану ВовоюГейзером в Києві наприкінці лютого 2014 року. Ця потужна композиція зібрала багатомільйонні перегляди та тисячі переспівів в Інтернеті, серед яких неймовірне виконання на телевізійному шоу «Маска» Міністра оборони Естонії Ханно Певкур. Ця дивовижна композиція об'єднала українців у всьому світі, набула статусу офіційного гімну АТО (пізніше — ООС) восени 2015 року на Всеукраїнському форумі ветеранів та воїнів АТО в Києві, а з початком повномасштабного вторгнення РФ на територію України 24 лютого 2022 року для мільйонів людей стала символом єднання— Гімном Оборони України.
Музиканти продовжують виступати з концертами в Україні та за кордоном на підтримку військовослужбовців Збройних сил України.

## Визнання
Пісню «Браття українці», видану гуртом у 2015 році, було визнано офіційним гімном АТО-ООС на Всеукраїнському форумі ветеранів та учасників АТО в Києві восени 2015 року, згодом отримавши на це підтвердження від адміністрації Президента України. 24 серпня 2018 року на Майдані Незалежності спільно з оркестром Збройних сил України (550 осіб) та зі зведеним хором ансамблів силових структур України піснею «Браття Українці» відкрили парад військ, присвячений 100-річному ювілею Української Народної Республіки. У тому ж складі музиканти взяли участь у великому концерті з нагоди Дня захисників та захисниць України 14 жовтня 2018 року — у Палаці Спорту у Києві. 3 серпня 2019 року в Києві відбулося урочисте відкриття Музею «Історії Становлення Української нації», де пісня «Браття Українці» представлена на постійній основі аудіовізуальною та мистецькою експозицією в композиціях «Героїчна оборона Донецького аеропорту», «Передова АТО: українські добровольчі батальйони».

## Склад гурту
- Вова Гейзер — вокал-гітара, автор музики і текстів
- Олександр Скорокит — лідер-гітара, бек-вокал
- Дмитро Коцюбайло — бас-гітара, бек-вокал
- Володимир Масловський — ударні

## Дискографія

### Альбом
- 2015 рік — «Браття Українці» (Moon Records)[8]

### Сингли
- 2015 рік — «Чао-Чао» (Moon Records)[9]
- 2016 рік — «Бурштин» (Moon Records)[10]
- 2023 рік — «Слава ЗСУ» (RockSoulana Music)[11]
- 2023 рік — «За Україну» (RockSoulana Music)[11]

## Концерти
У 2018 році гурт «Шабля» разом із Заслуженим академічним Зразково-показовим оркестром Збройних Сил України провели гастрольний тур «Браття Українці» в рамках однойменного патріотично-мистецького проєкту зоною ООС, військовими частинами, полігонами, ліцеями та університетами України.
У Києві гурт «Шабля» разом із сучасним симфонічним оркестром «Lords of the Sound» презентував нову пісню «Плюс» наживо.
Гурт «Шабля» бере активну участь у благодійних концертах в підтримку Збройних сил України та в різних заходах.
Фронтмен гурту ВоваГейзер також є автором культурно-мистецького проєкту «Браття Українці&Brothers of Ukraine», що має на меті проведення культурно-мистецьких заходів на території України та українськими діаспорами Європи, Канади, Австралії та США. У програмі цього проєкту зокрема є сприяння створенню реабілітаційного центру «Браття Українці» для учасників бойових дій та їхніх сімей.